# Sergej Gluško
Sergej Vitaljevič Gluško (rusky Сергей Витальевич Глушко, * 8. března 1970, Mirnyj, Sovětský svaz) je ruský herec, zpěvák populární hudby a bývalý striptér s uměleckým jménem „Tarzan“.

## Životopis
Sergej Gluško se narodil a vyrůstl ve městě Mirnyj. Po absolvování Vojensko-inženýrského institutu A. F. Možajského (dnes Vojensko-kosmická akademie A. F. Možajského, Военно-космическая академия имени А. Ф. Можайского) pracoval jako inženýr na kosmodromu Pleseck. V polovině 90. let 20. století se přestěhoval do Moskvy, kde začal svou úspěšnou kariéru v modelingu a vystudoval herectví na Ruské akademii divadelního umění. Je ženatý a se svou ženou Natašou Koroljovou má syna.

## Filmografie (výběr)
- 1999 8 ½ $
- 2003 Kněžna Slucká